# Oxyeleotris wisselensis
Oxyeleotris wisselensis is een straalvinnige vissensoort uit de familie van de slaapgrondels (Eleotridae). De wetenschappelijke naam van de soort is voor het eerst geldig gepubliceerd in 1982 door Allen & Boeseman.